# Rasines
Rasines is een gemeente in de Spaanse provincie en regio Cantabrië met een oppervlakte van 42,89 km². Rasines telt 959 inwoners (1 januari 2016).

## Demografische ontwikkeling
Bron: INE, 1857-2011: volkstellingen